# Емпириокритицизъм
Емпириокритицизмът е монистична философия, добила популярност в края на XIX век, която се свързва с имената на Мах и Авенариус. За марксистко-ленинската идеология тя играе ролята на отрицателен пример и е известна преди всичко от заглавието на полемичната работа Материализъм и емпириокритицизъм, която Ленин публикува през 1909 г. Възгледът, че всеки монизъм се определя или като материализъм, или като идеализъм, е оспорван с примера на философи, определяни като неутрални монисти; за такива преди емпириокритиците се сочат Спиноза и Хюм, а по-късно — Уилям Джеймс и Бертран Ръсел..
Етимологически погледнато, названието „емпириокритицизъм“ е съставено от две гръцки думи: „опит“ („емпирия“) и „критика“, комбинирани в немското название Empiriokritizismus, което е използвано във връзка с трудовете на Авенариус.